# NGC 1074
NGC 1074 est une vaste galaxie spirale intermédiaire située dans la constellation de la Baleine. NGC 1074 a été découverte par l'astronome américain Francis Leavenworth en 1885.

## Caractéristiques
Sa vitesse par rapport au fond diffus cosmologique est de 7 461 ± 15 km/s, ce qui correspond à une distance de Hubble de 110,1 ± 7,7 Mpc (∼359 millions d'al).
La classe de luminosité de NGC 1074 est I-II et elle présente une large raie HI.
En raison d'une brillance de surface égale à 15,34 mag/am2, on peut qualifier NGC 1074 de galaxie à faible brillance de surface (LSB en anglais pour low surface brightness). Les galaxies LSB sont des galaxies diffuses (D) avec une brillance de surface inférieure de moins d'une magnitude à celle du ciel nocturne ambiant.